# Hénon
Pour les articles homonymes, voir Hénon (homonymie).
Hénon [enɔ̃] est une commune française située dans le département des Côtes-d'Armor, en région Bretagne.

## Géographie
| Plédran           |       | Quessoy              |
| Saint-Carreuc     | Hénon | Bréhand              |
| Plœuc-L'Hermitage | Plémy | Trédaniel Moncontour |

### Hydrographie
Pour un article plus général, voir Réseau hydrographique des Côtes-d'Armor.
La commune est située dans le bassin Loire-Bretagne. Elle est drainée par l'Evron, le ruisseau de Bogard et le ruisseau le Colombier,,.
L'Évron, d'une longueur de 26 km, prend sa source dans la commune de Plémy et se jette  dans le Gouessant à Lamballe-Armor, après avoir traversé dix communes. 
Le Bogard, d'une longueur de 12 km, prend sa source dans la commune de Plémy et se jette  dans l'Évron en limite de Quessoy et de Lamballe-Armor, après avoir traversé quatre communes. 

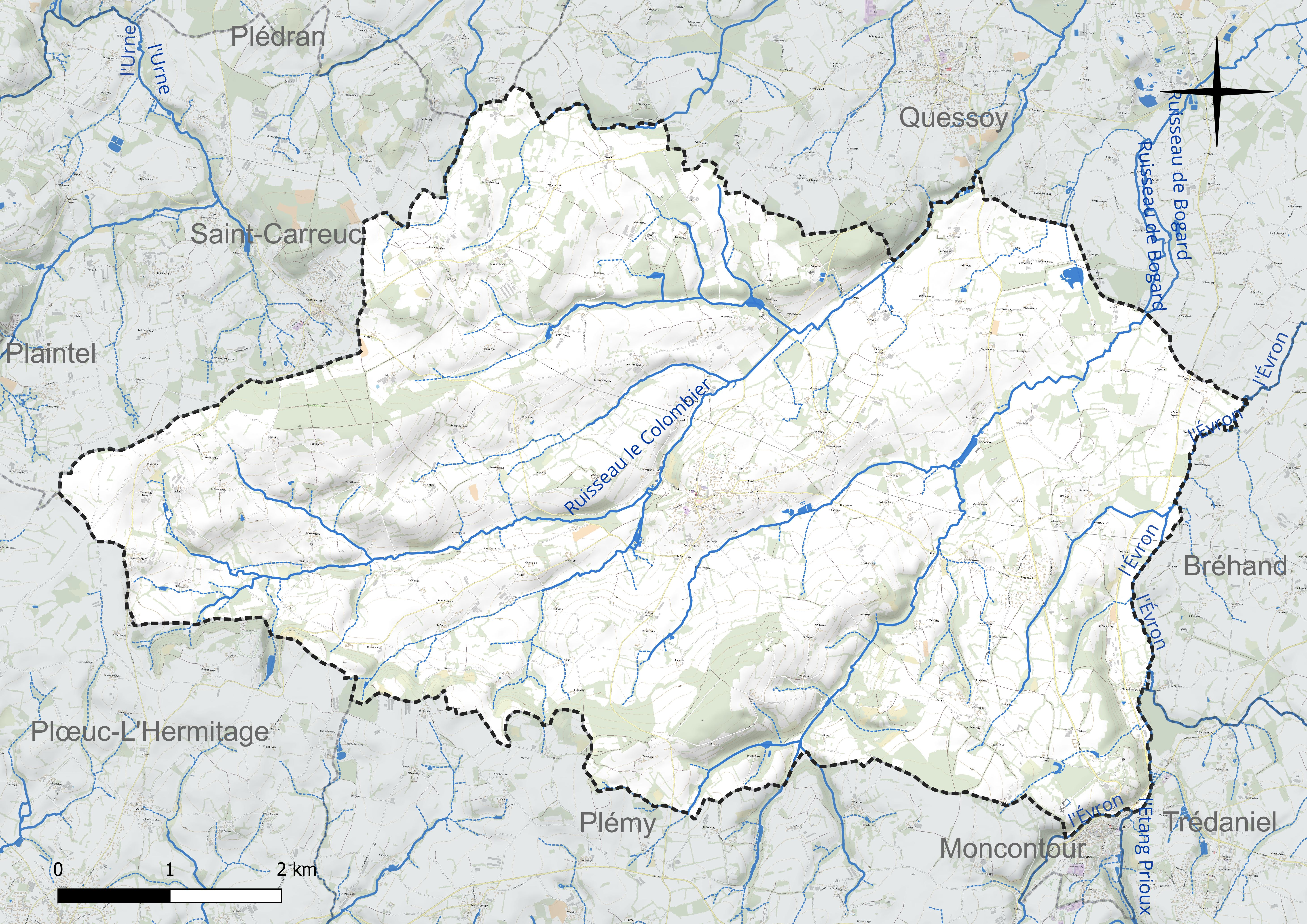
Réseau hydrographique de Hénon.

### Climat
Pour des articles plus généraux, voir Climat de la Bretagne et Climat des Côtes-d'Armor.
En 2010, le climat de la commune est de type climat océanique franc, selon une étude du Centre national de la recherche scientifique s'appuyant sur une série de données couvrant la période 1971-2000. En 2020, Météo-France publie une typologie des climats de la France métropolitaine dans laquelle la commune est exposée à un climat océanique et est dans la région climatique  Finistère nord, caractérisée par une pluviométrie élevée, des températures douces en hiver (6 °C), fraîches en été et des vents forts. Parallèlement l'observatoire de l'environnement en Bretagne publie en 2020 un zonage climatique de la région Bretagne, s'appuyant sur des données de Météo-France de 2009. La commune est, selon ce zonage, dans la zone « Intérieur », exposée à un climat médian, à dominante océanique.  
Pour la période 1971-2000, la température annuelle moyenne est de 10,9 °C, avec  une amplitude thermique annuelle de 11,3 °C. Le cumul annuel moyen de précipitations est de 802 mm, avec 12,5 jours de précipitations en janvier et 6,9 jours en juillet. Pour la période 1991-2020, la température moyenne annuelle observée sur la station météorologique la plus proche, située sur la commune de Plœuc-L'Hermitage à 7 km à vol d'oiseau, est de 11,1 °C et le cumul annuel moyen de précipitations est de 954,7 mm,. Pour l'avenir, les paramètres climatiques de la commune estimés pour 2050 selon différents scénarios d'émission de gaz à effet de serre sont consultables sur un site dédié publié par Météo-France en novembre 2022.

## Urbanisme

### Typologie
Au 1er janvier 2024, Hénon est catégorisée commune rurale à habitat dispersé, selon la nouvelle grille communale de densité à 7 niveaux définie par l'Insee en 2022.
Elle est située hors unité urbaine. Par ailleurs la commune fait partie de l'aire d'attraction de Saint-Brieuc, dont elle est une commune de la couronne,. Cette aire, qui regroupe 51 communes, est catégorisée dans les aires de 200 000 à moins de 700 000 habitants,.

### Occupation des sols
L'occupation des sols de la commune, telle qu'elle ressort de la base de données européenne d’occupation biophysique des sols Corine Land Cover (CLC), est marquée par l'importance des territoires agricoles (87,5 % en 2018), une proportion sensiblement équivalente à celle de 1990 (88 %). La répartition détaillée en 2018 est la suivante : terres arables (47,3 %), zones agricoles hétérogènes (27,6 %), prairies (12,7 %), forêts (11,2 %), zones urbanisées (1,3 %). L'évolution de l'occupation des sols de la commune et de ses infrastructures peut être observée sur les différentes représentations cartographiques du territoire : la carte de Cassini (XVIIIe siècle), la carte d'état-major (1820-1866) et les cartes ou photos aériennes de l'IGN pour la période actuelle (1950 à aujourd'hui).

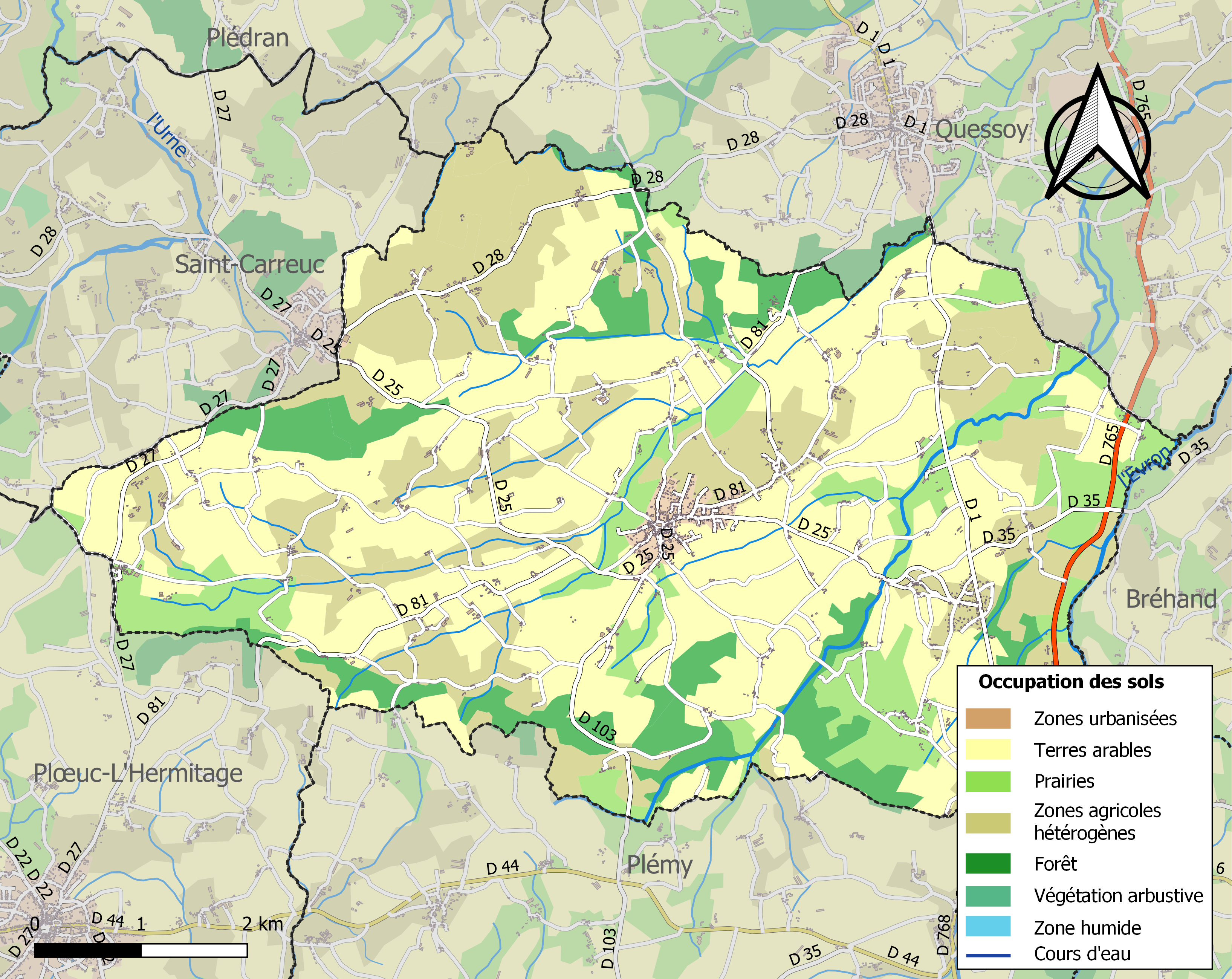
Carte des infrastructures et de l'occupation des sols de la commune en 2018 (CLC).

## Toponymie
Le nom de la localité est attesté sous les formes Hennon en 1205, Parrochia de Henon en 1274, Henon vers 1330.
Son nom vient des mots bretons hen et onn qui signifient respectivement « vieux » et « frêne ».

## Histoire

### Le Néolithique
Un très important dépôt de haches à douille armoricaines (près de 600) fut découvert en 1978 près du hameau de La Touche-Rouault[réf. nécessaire].

### LeXXesiècle

#### Les guerres duXXesiècle
Le monument aux morts porte les noms de 195 soldats morts pour la Patrie :
- 149 sont morts durant la Première Guerre mondiale ;
- 44 sont morts durant la Seconde Guerre mondiale ;
- 1 est mort durant la guerre d'Algérie ;
- 1 est mort durant la guerre d'Indochine.

## Démographie
| 1793  | 1800  | 1806  | 1821  | 1831  | 1836  | 1841  | 1846  | 1851  |
| ----- | ----- | ----- | ----- | ----- | ----- | ----- | ----- | ----- |
| 2 595 | 2 685 | 2 292 | 3 050 | 2 948 | 3 262 | 3 329 | 3 342 | 3 917 |

| 1856  | 1861  | 1866  | 1872  | 1876  | 1881  | 1886  | 1891  | 1896  |
| ----- | ----- | ----- | ----- | ----- | ----- | ----- | ----- | ----- |
| 3 130 | 3 132 | 3 001 | 2 910 | 2 954 | 2 960 | 2 959 | 2 989 | 2 957 |

| 1901  | 1906  | 1911  | 1921  | 1926  | 1931  | 1936  | 1946  | 1954  |
| ----- | ----- | ----- | ----- | ----- | ----- | ----- | ----- | ----- |
| 2 925 | 2 935 | 2 818 | 2 537 | 2 517 | 2 467 | 2 419 | 2 088 | 2 032 |

| 1962  | 1968  | 1975  | 1982  | 1990  | 1999  | 2006  | 2008  | 2013  |
| ----- | ----- | ----- | ----- | ----- | ----- | ----- | ----- | ----- |
| 1 998 | 1 889 | 1 735 | 1 747 | 1 740 | 1 733 | 2 023 | 2 105 | 2 214 |

| 2018  | 2022  | - | - | - | - | - | - | - |
| ----- | ----- | - | - | - | - | - | - | - |
| 2 246 | 2 315 | - | - | - | - | - | - | - |

## Culture locale et patrimoine

### Lieux et monuments
- Château de Bellevue.
- Château des Granges , résidence de la famille de Gouzillon de Bélizal. Le château actuel, en partie entouré de douves sèches, inscrit partiellement au titre des monuments historiques par arrêté du 19 novembre 1992[23].

- Château de Catuelan, XVIIe siècle, propriété de la famille Espivent de La Villesboisnet[24].
- Manoir du Colombier, XVe et XVIIIe siècles.
- Église Saint-Pierre-et-Saint-Paul.

### Personnalités liées à la commune
- Louis-Adolphe de Gouzillon de Bélizal (1834-1888), résidant au château des Granges, député des Côtes-du-Nord de 1876 à 1888.
- Xavier de Gouzillon de Bélizal, résidant à Hénon, auteur de La Mémoire de Quiberon, Éditions régionales de l'Ouest, 1996.